# Kalendarium historii Norwegii
Kalendarium historii Norwegii – uporządkowany chronologicznie, począwszy od czasów najdawniejszych aż do współczesności, wykaz dat i wydarzeń z historii Norwegii oraz jej krain historycznych.

## Czasy najdawniejsze

Mapa przedstawiająca ekspansję wikingów

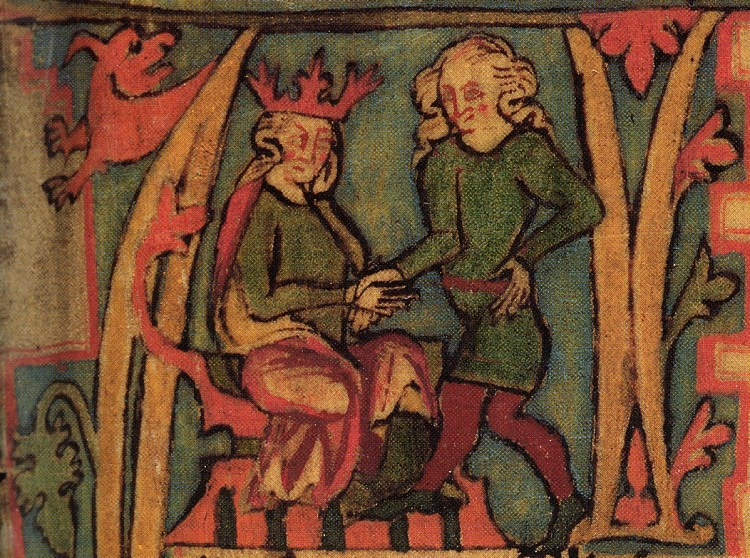
Harald Pięknowłosy symbolicznie przejmuje z rąk ojca władzę

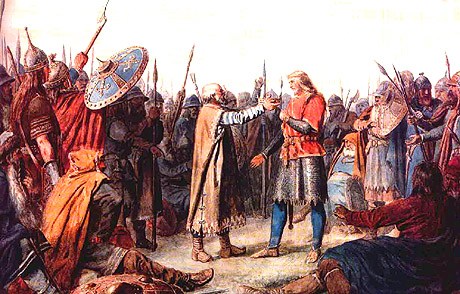
Olaf I Tryggvason

- ok. 10 000 p.n.e. – pierwsi ludzie osiedlili się na terenie dzisiejszej Norwegii[1]
- ok. 500 p.n.e. – powstały pierwsze osady[1]
- poł. I tys. n.e. – plemiona północnogermańskie, zamieszkujące ziemie dzisiejszej Norwegii, wykształciły wiele drobnych państewek plemiennych[2]
- VIII w. – w wyniku słabych warunków rolniczych, przeludnienia oraz walk międzyplemiennych, mieszkańcy Skandynawii rozpoczęli wyprawy morskie o charakterze kolonizacyjnym, rabunkowym i handlowym[2]
- ok. 700 – Norwegowie rozpoczęli kolonizację Szetlandów[3]
- 793–ok. 1066 – epoka wikingów, podczas której Norwegowie opanowali Wyspy Owcze, Orkady, Szetlandy, Hebrydy, część Szkocji i Irlandii i wyspę Man, skolonizowali Islandię i wybrzeża Grenlandii oraz dotarli do wybrzeży Ameryki Północnej[3]
- 793 – Norwegowie zaatakowali Anglię[3]
- 795 – Norwegowie zaatakowali Irlandię[3]
- ok. 860 – Norwegowie dotarli do Islandii[3]
- 870-930 – kolonizacja Islandii[3]
- 872–930 – panowanie Haralda I Pięknowłosego[4]
- ok. 900 – Harald I Pięknowłosy zjednoczył większość ziem norweskich[5]
- 930–934 – panowanie Eryka I[4]
- 934–961 – panowanie Haakona Dobrego[4]
- 961–970 – panowanie Haralda II[4]
- 970–995 – panowanie Haakona Sigurdssona[4]
- ok. 985 – Norwegowie dotarli do Grenlandii[3]
- ok. 1000 – Norwegowie dotarli do wybrzeży Ameryki Północnej[3]
- przełom X–XI w. – Olaf I Tryggvason i Olaf II Haraldsson wprowadzili chrześcijaństwo[5]
- 995–1000 – panowanie Olafa I[4]
- ok. 997 – założono miasto Trondheim (wówczas Nidaros)[6]
- 1000–1012 – panowanie Eryka z Lade[4]
- 1015–1028 – panowanie Olafa II Haraldssona[4]
- 1028–1035 – panowanie Kanuta Wielkiego[4]
- 1028–1029 – panowanie Haakona Eirikssona[4]
- 1030–1035 – panowanie Swena Knutssona[4]
- 1035 – Norwegia stała się niezależnym państwem[2]
- 1035–1047 – panowanie Magnusa Dobrego[4]
- 1046–1066 – panowanie Harolda Srogiego[4]
- ok. 1048 – założono Oslo[7]
- 1066 – Norwegowie przeprowadzili nieudaną wyprawę na Anglię[3]

## Okres średniowieczy po Wikingach
- 1066–1069 – panowanie Magnusa II Haraldssona[4]
- 1067–1093 – panowanie Olafa III Pokojowego[4]
- ok. 1070 – założono miasto Bergen[8]
- 1093–1094 – panowanie Haakona Magnussona[4]
- 1093–1103 – panowanie Magnusa III Bosonogiego[9]
- 1103–1130 – wspólne panowanie trzech braci: Eysteina, Olafa i Sigurda[9]
- 1103–1115 – panowanie Olafa Magnussona[4]
- 1103–1123 – panowanie Eysteina I Magnussona[4]
- 1103–1130 – panowanie Sigurda I Krzyżowca[4]
- 1107 – Sigurd I wyruszył na południe w stronę Konstantynopola[9]
- 1100 – Sigurd I dotarł do Ziemi Świętej[9]
- 1130–1140 – w wyniku braku potomków władców norweskiego z prawego małżeństwa nastąpił okres chaosu[9]
- 1130–1135 – panowanie Magnusa IV Ślepego[4]
- 1130–1136 – panowanie Haralda IV Gille[4]
- 1136–1155 – panowanie Sigurda II Gęby[4]
- 1136–1161 – panowanie Inge I Garbatego[4]
- 1142–1157 – panowanie Eysteina II[4]
- 1157–1162 – panowanie Haakona II Barczystego[4]
- 1161–1184 – panowanie Magnusa V[4]
- 1152 – powstało arcybiskupstwo w Nidaros (obecnie Trondheim)[2]
- 1177 – Sverre Sigurdsson stanął na czele powstania chłopów i drobnego rycerstwa przeciw Magnusowi V Erlingssonowi[10]
- 1184–1202 – panowanie Sverre Sigurdssona[4]
- XIII w. – Hanza podporządkowała sobie gospodarkę Norwegii[2]
- 1202–1204 – panowanie Haakona III[4]
- 1204 – panowanie Guttorma[4]
- 1204–1217 – panowanie Inge II Baardssona[4]
- 1217–1263 – panowanie Haakona IV Starego – panowanie Haakona IV zakończyło waśnie o tron[9]
- 1247 – Haakon IV został koronowany[9]
- 1260 – wprowadzono zasady dziedziczności tronu, primogenitury i niepodległość państwa[2]
- 1261 – do Norwegii przyłączono osady na Grenlandii[2]
- 1262–1264 – Norwegia przyłączyła do siebie Islandię[2]
- 1263–1280 – panowanie Magnusa VI Prawodawcy[9]
- 1274–1276 – skodyfikowano prawo[2]
- 1280–1299 – panowanie Eryka II[4]

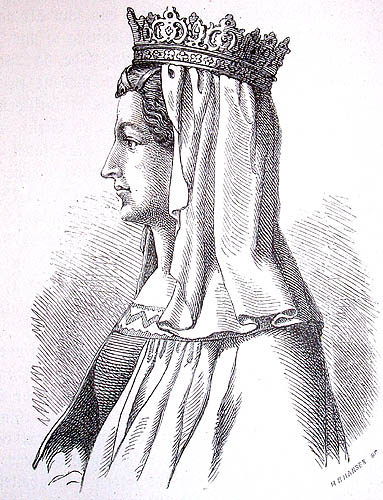
Małgorzata I

- 1299–8 maja 1319 – panowanie Haakona V Długonogiego[11]
- XIV w. – w wyniku epidemii (zwłaszcza dżumy w latach 1349-1350) gwałtownie zmalała ludność Norwegii[2]
- 1319 – Norwegia zawarła unię personalną ze Szwecją[2]
- 1319–1355 – panowanie Magnusa VII[4]
- 1350 – w wyniku epidemii dżumy zmalała liczba ludności[1]
- 1355–1380 – panowanie Haakona VI[12]
- 1363 – rozwiązano unię personalną ze Szwecją[2]
- 1380–1387 – panowanie Olafa Haakonssona[4]
- 1380 – Norwegia zawarła unię personalną z Danią[2]
- 1388–1412 – panowanie Małgorzaty I[4]
- 1389–1442 – panowanie Eryka Pomorskiego[4]
- 17 czerwca 1397 – Małgorzata I doprowadziła do zawiązania unii 3 królestw skandynawskich: Norwegii, Danii i Szwecji (unia kalmarska)[13]

## Zjednoczona Skandynawia
- 1442–1448 – panowanie Krzysztofa Bawarskiego[4]
- 1449–1450 – panowanie Karola VIII[4]
- 1450–1481 – panowanie Chrystiana I Oldenburga[4]
- 1468 – Norwegia utraciła Orkady i Szetlandy[2]
- 1483–1513 – panowanie Jana Oldenburga[4]
- 1513–1523 – panowanie Chrystiana II Oldenburga[4]
- 1523 – Szwecja opuściła unię kalmarską[2]
- 1523–1533 – panowanie Fryderyka I Oldenburga[4]
- 1526 – duchowny Antonius rozpoczął głoszenie nauk reformacyjnych w Bergen[14]
- 1528 – szlachta rozpoczęła siłowe odbieranie ziem należących do katolickich duchownych[14]
- 1536 – Chrystian III ogłosił przekształcenie Norwegii w prowincję duńską[2]

## Duńskie panowanie

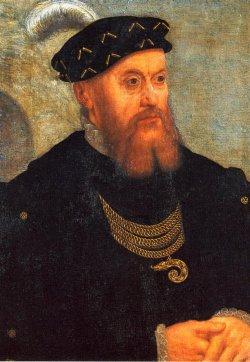
Chrystian III Oldenburg

- 1537–1559 – panowanie Chrystiana III Oldenburga[4]
- 1539 – zgromadzenia stanowe w Oslo i Bergen przyjęły duńskie zasady luteranizmu[14]
- 1559–1588 – panowanie Fryderyka II Oldenburga[4]
- 1588–1648 – panowanie Chrystiana IV Oldenburga[4]
- XVII w. – w wyniku wojen duńsko-szwedzkich, Szwecja zajęła kilka norweskich prowincji[2]
- XVII-XVIII w. – poprawa sytuacji gospodarczej[2]
- 1607 – wprowadzono język norweski do liturgii[14]
- 1624 – w wyniku pożaru Oslo zostało zniszczone – podczas odbudowy zdecydowano zmienić nazwę miasta na Christianię[7]
- 1648–1670 – panowanie Fryderyka III Oldenburga[4]
- 1660 – w państwie duńsko-norweskim proklamowano absolutyzm[2]
- 1670–1699 – panowanie Chrystiana V[4]
- 1699–1730 – panowanie Fryderyka IV Oldenburga[4]
- 1702 – w wyniku pożaru zostało zniszczone Bergen[15]
- 1730–1746 – panowanie Chrystiana VI Oldenburga[4]
- 1746–1766 – panowanie Fryderyka V Oldenburga[4]
- 1766–1808 – panowanie Chrystiana VII Oldenburga[4]
- 1789–1799 – Norwegia wykorzystała okres rewolucji francuskiej i wojen napoleońskich na rozwój handlu[2]
- XIX w. – nastąpił szybki przyrost demograficzny i rozwój gospodarczy Norwegii[2]
- 1807 – Dania przystąpiła do blokady kontynentalnej przeciwko Wielkiej Brytanii; w wyniku blokady pogorszyła się sytuacja materialna Norwegów[2]
- 1808–1814 – panowanie Fryderyka VI Oldenburga[4]
- 14 stycznia 1814 – w ramach pokoju kilońskiego Szwecja zmusiła Danię do odstąpienia jej Norwegii[12]

## Szwedzkie panowanie

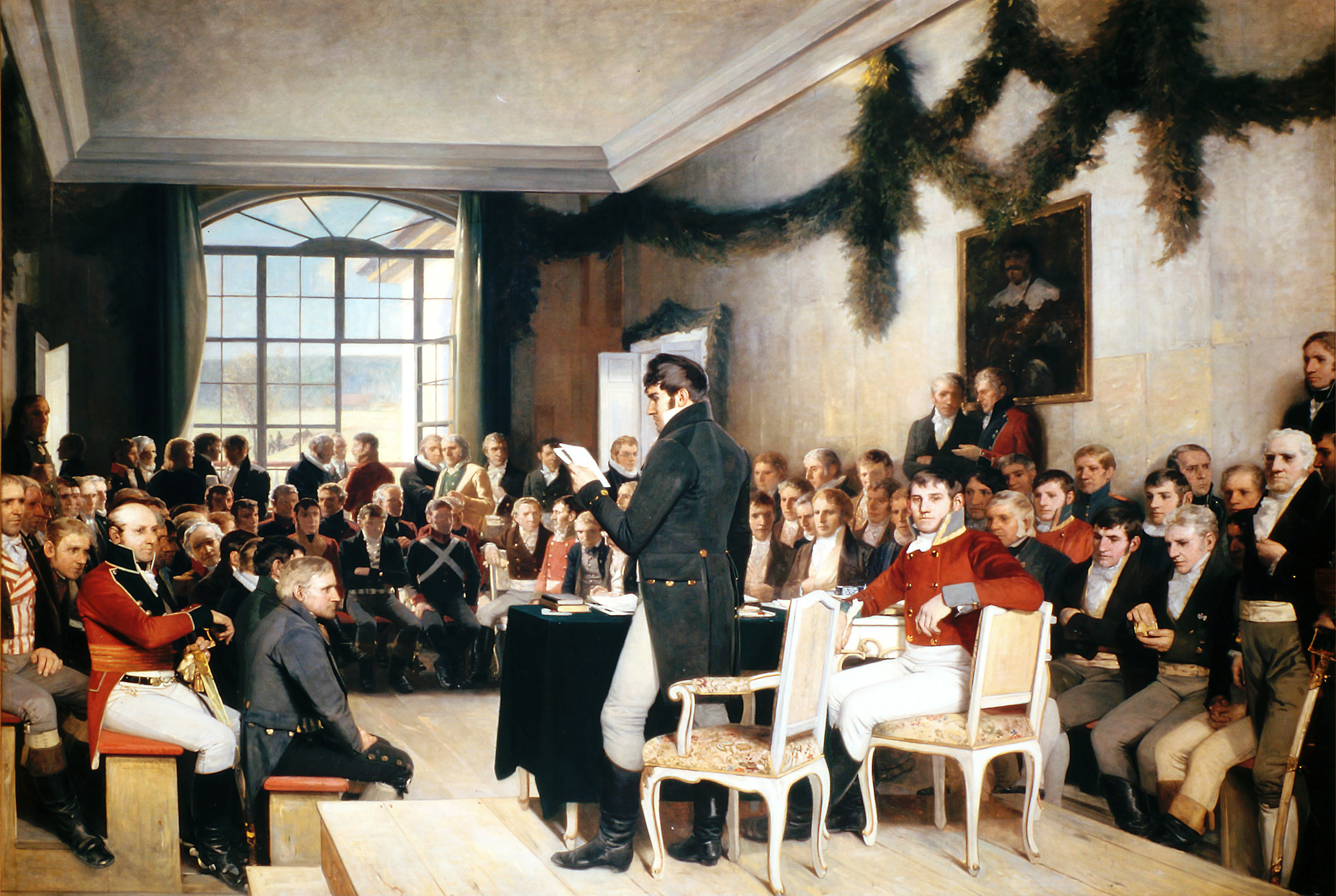
Zgromadzenie Konstytucyjne w Eidsvoll, 1814

- 10 kwietnia 1814 – w Eidsvoll zebrał się sejm konstytucyjny[12]
- 17 maja 1814 – zakończono pracę nad konstytucją oraz ogłoszono niepodległość Norwegii[12]
- 26 lipca–14 sierpnia 1814 – wojna Norwegii ze Szwecją[12]
- listopad 1814 – Norwegia zawarła unię personalną ze Szwecją[2]
- 1814 – panowanie Chrystiana VIII[4]
- 1814–1818 – panowanie Karola XIII[4]
- 1818–1844 – panowanie Karola XIV Jana[4]
- 1844–1859 – panowanie Oskara I[4]
- 1859–1872 – panowanie Karola XV[4]
- 1872–1905 – panowanie Oskara II[12]
- 1884 – powstały pierwsze partie polityczne[2]
- 1893 – Edvard Munch namalował pierwszą wersję obrazu Krzyk – obraz stał się najsłynniejszym dziełem norweskiego malarstwa oraz symbolem ekspresjonizmu[16]
- 1898 – wprowadzono powszechne prawo wyborcze dla mężczyzn[2]
- 7 czerwca 1905 – Norwegowie opowiedzieli się przeciwko panowaniu Oskara II[12]
- 30 sierpnia 1905 – rozwiązano unię personalną, Norwegia uzyskała niepodległość[12]

## Niepodległa Norwegia

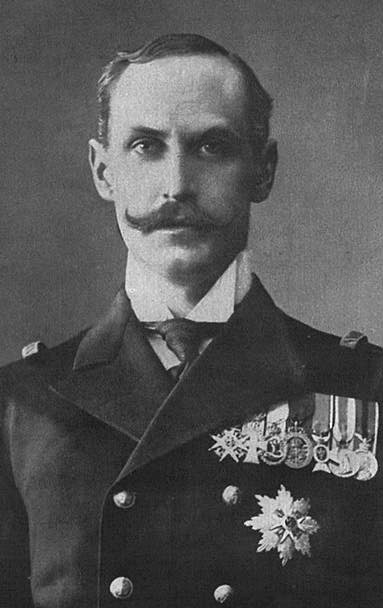
Haakon VII

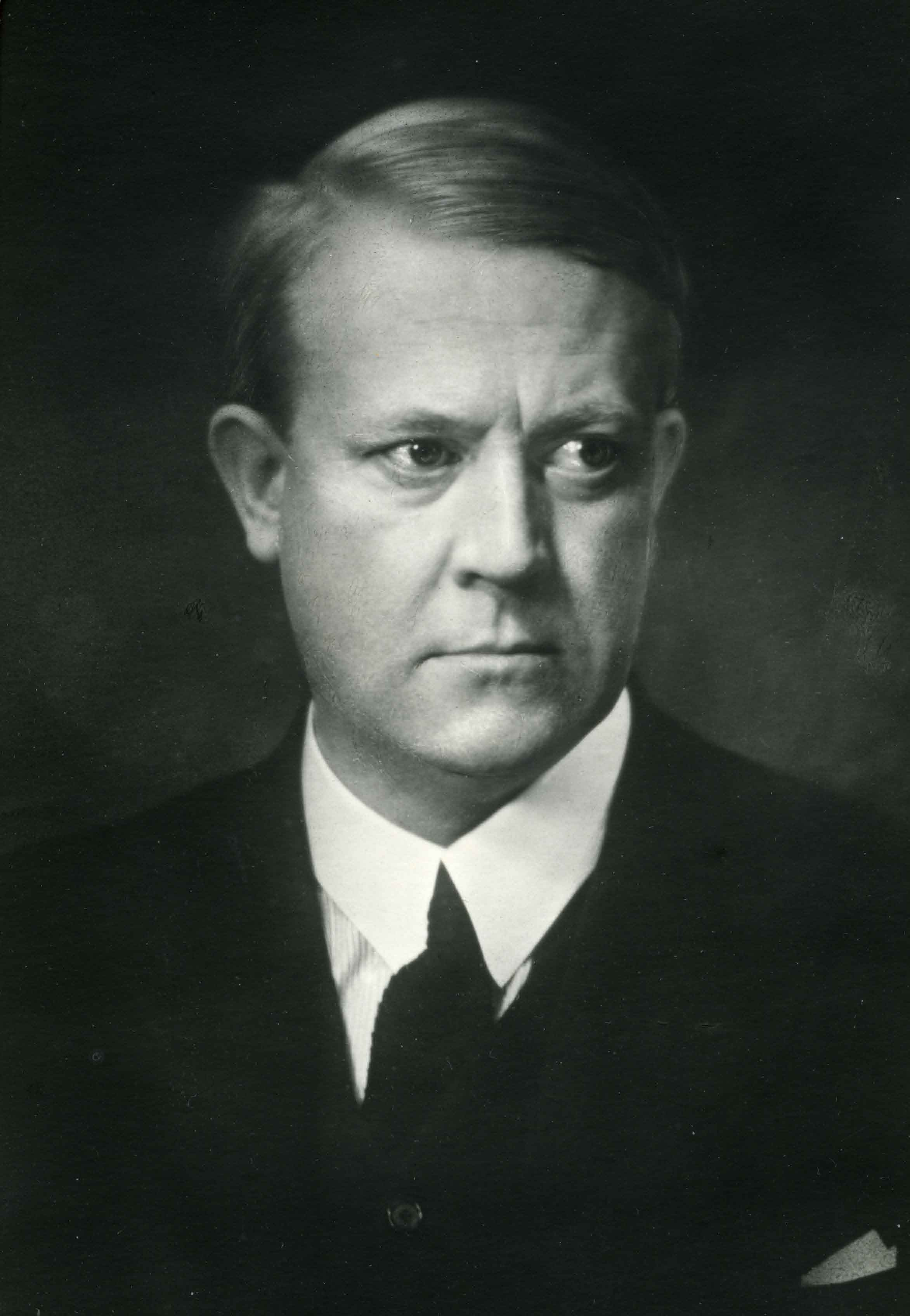
Vidkun Quisling

- 1905-1957 – panowanie Haakona VII[12]
- 1913 – wprowadzono powszechne prawo wyborcze dla kobiet[2]
- 1920 – Norwegia została członkiem Ligi Narodów[2]
- 1920 – w wyniku paryskiego traktatu międzynarodowego Norwegia uzyskała władzę nad Svalbardem[2]
- 1924 – przywrócono nazwę Oslo[7]
- 1930 – Norwegia włączyła do swojego terytorium wyspę Jan Mayen[2]
- 1935 – władzę w kraju objęli socjaldemokraci[2]
- maj 1939 – Norwegia odrzuciła ofertę zawarcia paktu o nieagresji z III Rzeszą[2]
- 9 kwietnia 1940 – Niemcy zaatakowali Norwegię[2]
- 7 czerwca 1940 – Haakon VII opuścił Norwegię[12]
- 10 czerwca 1940 – Niemcy zajęły całą Norwegię[2]
- 1 lutego 1942–9 maja 1945 – jako prezydent władzę w Norwegii sprawował Vidkun Quisling[17]
- 1944 – wojska sowieckie wyzwoliły prowincję Finnmark[2]
- 8 maja 1945 – siły niemieckie skapitulowały w Norwegii[2]
- 7 czerwca 1945 – król Haakon VII wrócił do Norwegii[12]
- 24 października 1945 – stracono Vidkuna Quislinga[17]
- 1945 – Norwegia została członkiem ONZ[2]
- 1947 – Norwegia przyjęła pomoc w ramach planu Marshalla[2]
- 4 kwietnia 1949 – Norwegia została współzałożycielem NATO[18]
- 1952 – Norwegia została członkiem Rady Nordyckiej[2]
- 1952 – w Oslo odbyły się VI Zimowe Igrzyska Olimpijskie[7]
- 1957-1991 – panowanie Olafa V[12]
- 1960 – Norwegia została członkiem EFTA[2]
- 30 sierpnia 1969 – Norwegowie odkryli na Morzu Północnym złoża ropy naftowej[19]
- 23 grudnia 1969 – oficjalnie potwierdzono, że Norwegia posiada ogromne złoża ropy naftowej[19]
- lata 70. XX w. – Norwegia rozpoczęła wydobywanie ropy naftowej i gazu ziemnego na Morzu Północnym[2]
- 14 lipca 1972 – powstał Norweski Dyrektoriat Naftowy[19]
- 14 lipca 1972 – powstała firma Statoil[19]
- 1972 – odbyło się referendum unijne, w którym Norwegowie opowiedzieli się przeciw wejściu do UE[2]
- 1991 – tron objął Harald V[5]
- 1992 – Norwegia wyraziła sprzeciw wobec zakazu polowania na wieloryby w celu utrzymania przemysłu wielorybniczego[5]
- 1994 – odbyło się drugie referendum unijne, w którym Norwegowie opowiedzieli się przeciw wejściu do UE[2]
- październik 1998 – w pobliżu Oslo otworzono największe międzynarodowe lotnisko w Norwegii[7]
- 22 sierpnia 2004 – z Muzeum Narodowego Oslo skradziono dwa obrazy Edvarda Muncha: jedną z wersji obrazu „Krzyk” i „Madonnę”[20]
- 31 sierpnia 2006 – norweska policja odnalazła skradzione obrazy Edvarda Muncha sprzed 2004 roku[20]
- 22 lipca 2011 – norweski ekstremista Anders Breivik dokonał zamachów terrorystycznych, w których zginęło łącznie 78 osób[21]
- 24 sierpnia 2012 – Anders Breivik został skazany na 21 lat więzienia[22]
- 2014 – Jens Stoltenberg został sekretarzem generalnym NATO[23]